# 司法大廈 (渥太華)
司法大廈（英語：Justice Building）是加拿大安大略省渥太華的一座建築，曾是加拿大司法部所在地，現被用作國會議員辦事處。
該建築於1935至1938年間為皇家加拿大騎警建造，並於1998至2001年間翻修。
該建築的哥德復興式建築設計與其東邊的聯邦大廈相似。

## 外部連結
- Explore the buildings near Parliament Hill - Public Services and Procurement Canada （页面存档备份，存于）
- Thomas W. Fuller, Chief Dominion Architect 1927-1936 的存檔，存档日期2015-01-12.